# Chang'an

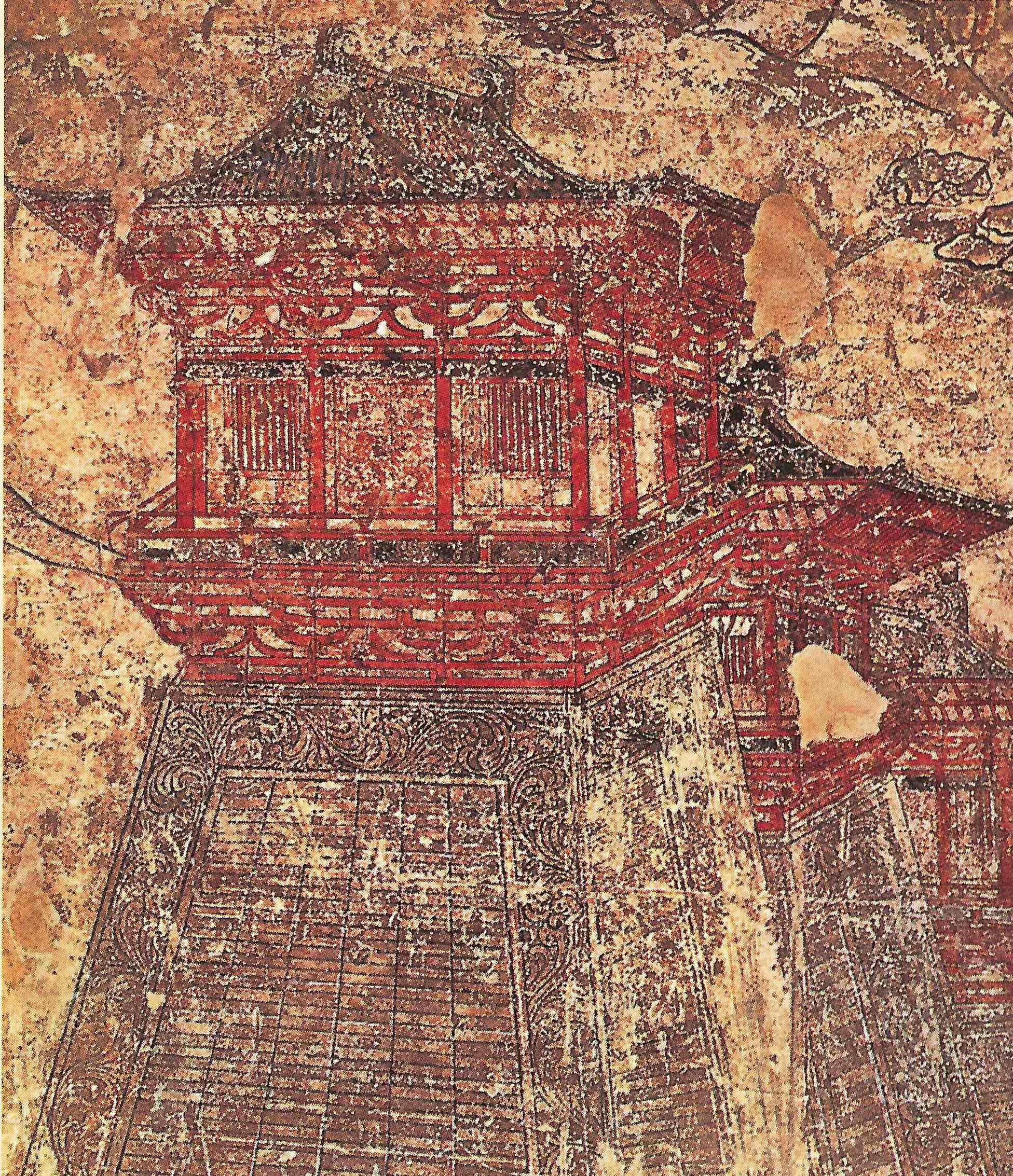
"Torre Que" elevada sobre la muralla de la Chang'an del período Tang. Mural del siglo VIII de la tumba de Li Chongrun (682–701) en el Mausoleo de Qianling en Shaanxi.

Chang'an (chino tradicional: 長安, chino simplificado: 长安, pinyin: Cháng'ān, Wade-Giles: Ch'ang-an) fue la capital antigua de China, que en su momento de esplendor llegó a alcanzar los dos millones de habitantes, en el emplazamiento de la actual Xi'an. Llegó a ser la capital de más de diez dinastías en la historia de China.
Chang'an significa «Paz Perpetua» en chino clásico, ya que fue la capital utilizada repetidamente por los nuevos gobernantes chinos. Durante la corta duración de la dinastía Xin, la ciudad pasó a llamarse «Paz Constante» (chino: 常 安; pinyin: Cháng'ān), aunque su antiguo nombre sería restaurado posteriormente. En la época de la dinastía Ming, se construyó una nueva ciudad amurallada llamada Xi'an, que significa «Paz Occidental», en el lugar de la ciudad de las dinastías Sui y Tang, y ha permanecido con este nombre hasta nuestros días.

## Historia
Durante la dinastía Zhou, el área fue llamada Fenghao, que eran en conjunto las antiguas ciudades de Feng y Hao. Luego, durante la dinastía Han, su nombre se cambió a Chang'an, que significa «Paz Perpetua». Liu Bang, fundador de la dinastía Han, estableció en Chang'an la capital del imperio tras derrocar a la dinastía Qin en 202 a. C. Chang'an continuó siendo la capital tras la usurpación del trono por Wang Mang hasta el final del reinado de este en el año 24. Tras la restauración de la dinastía Han, la capital fue llevada a la ciudad de Luoyang, lo que marca el inicio de la época conocida como Han Oriental, y Chang'an pasó a ser conocida, simbólicamente, como Xījīng (西京, «Capital Occidental»).
Durante su época de esplendor con los Han Occidentales, Chang'an fue una de las grandes metrópolis del mundo, comparable a Roma. En ella acababa la Ruta de la Seda, vía de intercambio comercial con Asia Central fundamental para la economía del imperio chino. La ciudad entró en declive después del traslado de la capital a Luoyang.
Aunque volvería a ser capital de dinastías y reinos menores, Chang'an recuperaría su esplendor a partir de la reunificación de China con la dinastía Sui en 589. Los Sui construyeron una nueva Chang'an a varios kilómetros de la antigua ciudad Han. Bajo los Sui y los Tang, Chang'an se convertiría una vez más en uno de los grandes centros comerciales y culturales del mundo. Llegó a ser la ciudad más grande del mundo, con más de un millón de habitantes. Con el auge del comercio en la Ruta de la Seda, se convirtió en una ciudad multicultural donde los chinos convivían con comunidades de origen persa y centroasiático. La ciudad estaba administrada siguiendo un modelo de estilo militar. Los Tang dividieron la ciudad en recintos amurallados en una disposición reticulada que se ha conservado parcialmente en la actual Xi'an.
La planta de Chang'an influyó en la planificación de otras capitales asiáticas durante muchos años. Las murallas y defensas anejas de Chang'an eran mucho más grandes que las convencionales. Los japoneses construyeron sus antiguas capitales, Fujiwara-kyō, Heijō-kyō (hoy Nara) y más tarde Heian-kyō (hoy Kioto), siguiendo el modelo de Chang'an, aunque a una escala más modesta, sin fortificación. El Kioto moderno aún conserva algunas características del Chang'an de los períodos Sui y Tang. Del mismo modo, la dinastía coreana de Silla modeló su capital Gyeongju al estilo de la capital china. Sanggyeong, una de las cinco capitales del reino de Balhae (hoy China), también se modeló al estilo de Chang'an.
Tras la Rebelión de An Lushan, la dinastía Tang comenzó su declive. Chang'an ya nunca volvería a recuperar su esplendor, aunque volvió a adquirir cierta importancia durante la dinastía Ming, cuando se construyeron nuevas murallas en un área más reducida que la de la ciudad Tang, y la ciudad fue renombrada Xi'an.